# Melchior von Diepenbrock
Melchior, Freiherr von Diepenbrock (nascut el 6 de gener de 1798 a Bocholt, Westphalia; mort al Castell de Johannesberg a Jauernig, el 20 de gener de 1853) va ser un cardenal alemany que serví com a Príncep-Bisbe de Breslau.

## Biografia
Assistí a l'acadèmia militar de Bonn i prengué part a la campanya contra França al 1815 com a oficial de la milícia. En tornar se sentí molt atret per la personalitat de Johann Michael Sailer, amic de la família, en aquella època professor de la Universitat de Landshut a Baviera, i estudià finances públiques. Quan Sailer va ser fet bisbe de Ratisbona, Diepenbrock el seguí allà, estudiant teologia i va ser ordenat prevere el 27 de desembre de 1823.
Al 1835 va ser nomenat degà de la catedral i vicari general pel successor del bisbe Sailer. El seu coneixement dels llenguatges moderns i la seva habilitat administrativa, conjuntament amb el seu enteniment de la vida interior i el seu caràcter ascètic, allisaren el camí per a la seva elevació a la seu episcopal de Breslau, a la que va ser elegit el 15 de gener de 1845. Inicialment declinà l'honor, però finalment acceptà per obediència al mandat del Papa Gregori XVI.
Des de l'inici del seu pontificat va haver de fer front a moments polítics tensos. Va haver una fam a la Silèsia Superior. La Revolució de 1848 el mostrà com un dels seguidors més lleials del govern, la llei i l'ordre. La carta pastoral que emeté en aquella ocasió va ser, per ordre del rei, llegida a totes les esglésies protestants del reialme. Lliurà les seves forces a la preparació del clergat, obrí un seminari preparatori i millorà les condicions del seminari superior. Va ser vigilant de la disciplina eclesiàstica i, quan era necessari, va fer servir mesures severes per enfortir-la. Reintroduí retirs pels preveres i missions per al poble.
Al 1849 va ser nomenat delegat apostòlic per a l'exèrcit prussià. Va ser creat cardenal al consistori del 20 de setembre de 1850, i rebé la púrpura el 4 de novembre. Aquest fet donà ocasió d'una de les manifestacions públiques més magnificients mai no vistes a Alemanya. Va morir el 20 de gener de 1853.
Al seu testament llegà els seus bens a la diòcesi.

## Obres
Va ser un remarcat predicador i poeta. Les seves principals publicacions són "Ram espiritual, reunit als jardins de la poesia espanyola i alemanya""(Sulzbach, 1826); "Vida i obra de Heinrich Suso"" (Ratisbona, 1829); "Sermons" (Ratisbona, 1841); "Cartes pastorals" (Munster, 1853) i "Cartes personals" (Frankfurt, 1860)